# Götz Herrmann (Jurist)

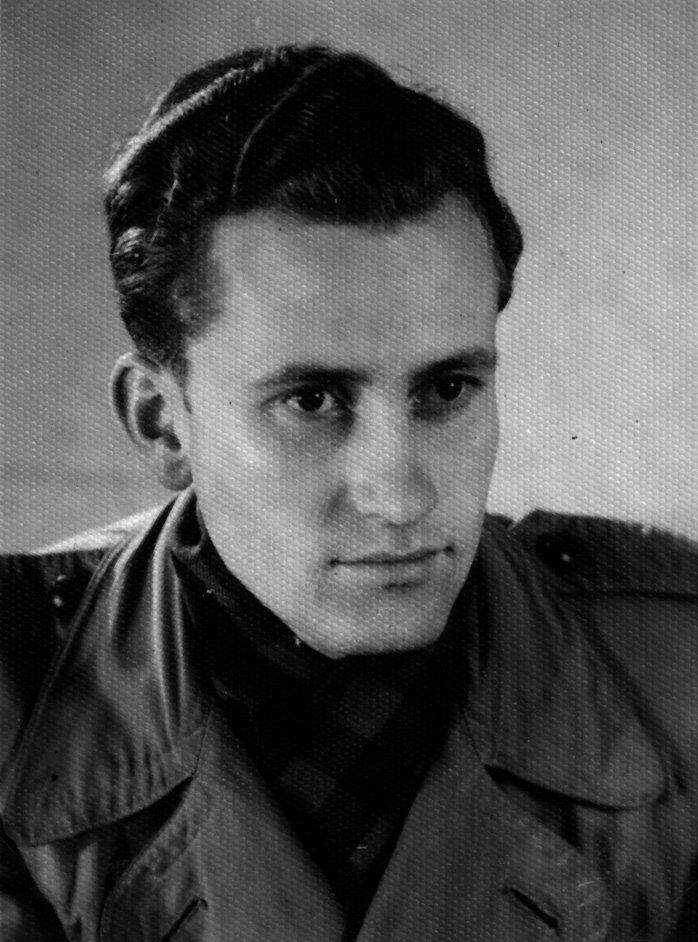
Götz Herrmann als Student, vermutlich frühe 1950er Jahre

Götz Herrmann (* 12. Februar 1929 in Gollnow, Kreis Naugard; † 19. April 2014 in Bonn) war ein deutscher Jurist. Von November 1982 bis März 1994 war er Präsident des Bundesamts für Wehrverwaltung (BAWV).

## Leben
1948 Abitur am Staatlichen Gymnasium in Oldenburg, Kaufmännische Lehre, Jurastudium an der Friedrich-Alexander-Universität Erlangen-Nürnberg, 1951 Eintritt in die Studentenverbindung AMV Fridericiana Erlangen, 1956 Referendarexamen, 1957 Promotion und Assessorexamen, Assessor in Koblenz, Regierungsrat am Verteidigungsministerium in Bonn, Leiter des Referats für die NATO-Infrastruktur in Brüssel, 1979 Regierungsdirektor in Bonn, Ministerialdirigent

## Ehrungen
- 1984: Verdienstkreuz 1. Klasse der Bundesrepublik Deutschland
- 1989: Großes Verdienstkreuz der Bundesrepublik Deutschland

## Schriften
- Der Streit der Thurn und Taxisschen Reichspost und der reichsstädtischen "Post" um das Postregal im 16. und 17. Jahrhundert, Dissertation Universität Erlangen 1958